# Czwyry
Czwyry (biał. Чвыры, Czwyry) – wieś na Białorusi, w obwodzie brzeskim, w rejonie lachowickim, w sielsowiecie Końki.

## Historia
W dwudziestoleciu międzywojennym leżały w Polsce, w województwie nowogródzkim, w powiecie baranowickim, w gminie Darewo. W 1921 miejscowość liczyła 111 mieszkańców, zamieszkałych w 23 budynkach, w tym 105 Białorusinów i 6 Polaków. 104 mieszkańców było wyznania prawosławnego i 7 rzymskokatolickiego.
Po II wojnie światowej w granicach Związku Sowieckiego. Od 1991 w niepodległej Białorusi.